# 土曜deアミーゴ!
『土曜deアミーゴ!』（どようでアミーゴ!）は、2014年10月から2020年9月までRKB毎日放送（RKBラジオ）で放送されていた音楽番組である。

## 番組概要
放送開始当初の番組名は「洋楽AMIGO!」（ようがくアミーゴ!）。名前の通り洋楽のみを扱う番組で、MC2人のバイリンガルトークを楽しむこともできる。
放送開始後半年間は生放送番組で、MUSIC魂シリーズのコンテンツの1つという扱いだったが、2015年4月の改編で放送時間移動の上録音番組化された。
2017年春の改編で土曜deアミーゴ!と改題の上、きらめき通りスタジオからの生放送番組としてリニューアルされた。同年7月より武田伊央がパーソナリティーに加わった。
2018年春の改編であべちゃんトシ坊!こりない二人が放送終了するのに伴い13:00〜17:00に移動（RKBエキサイトホークス放送時は13:54まで）。このうち13時台のみ、日産ワイドサタデー 土曜deアミーゴ!（にっさんワイドサタデー どようでアミーゴ!）として福岡県日産自動車販売店グループ各社（福岡日産、日産プリンス福岡、北九州日産モーター、日産部品九州販売）の協賛スポンサード枠を引き継いだ。
番組末期の2020年4月からは新型コロナウィルス感染拡大の影響を受けきらめき通りスタジオの使用が停止されたため、RKB放送会館からの非公開生放送に切り替わったが、同年10月3日から同時間に栗田善太郎の新番組土曜 de R。が始まったため、9月26日の放送をもって当番組は終了した。

## 放送時間
- 木曜日 19:30～22:00（JST。2014年10月～2015年3月）
- 日曜日 23:00～24:00（JST。2015年4月～2016年9月）
- 日曜日 23:00～23:30（JST。2016年10月～2017年3月）
- 土曜日 10:00～13:00（JST。2017年4月～6月）
- 土曜日 10:00～12:45（JST。2017年7月～2018年3月）
- 土曜日 13:00～17:00（JST。2018年4月～2020年9月）
  - RKBエキサイトホークスのデーゲーム中継日は13:54まで。ナイター中継日も夜20 - 21時台（年度によっては22時台も）の定時番組の振替放送のため、本番組は15:30（2018年度は14:30、2019年度は15:00）で終了となる。このため、ナイターシーズン中で実際に上記の時間帯で放送されるケースは、予定されたデーゲームが中止となった日、RKBに放送権のないヤクルト対ソフトバンク戦の開催日、日程の都合上最初からソフトバンク戦が開催されない日に限られており、これらの場合には日産ワイドサタデー枠終了以降の時間帯にエキサイトホークスのスポンサーが協賛する。

## パーソナリティ
- TOM G
- 三好ジェームス（RKBアナウンサー）
この2人はギラヴァンツ北九州と関わりがある。TOM GはスタジアムDJ（2016年まで）、三好はローテーションでスカパー!向けのホームゲーム実況を担当している。
- 武田伊央（2017年7月〜）

## コーナー
- 洋楽バトル - 毎週2組の洋楽アーティストを取り上げ、三好とTOM Gがそれぞれどちらかを応援する立場となりプレゼンテーション対決を行うコーナー。
- スナッピースポット
- スイーツ大好き! - 第1週のみ、「土曜deアミーゴ!」改題とともにスタート。江藤晴美が福岡県内のスイーツショップを紹介するコーナー。
- 今週のご褒美 - 1週間仕事をがんばった人たちに向けたライブ・イベント・グルメなどの情報を提供するコーナー。
- GOGO競馬サタデー! - ラジオ関西・MBSラジオ共同制作。2019年1月よりKBCラジオ（九州朝日放送）から移行。プロ野球シーズンオフの1月 - 3月・10月 - 12月に放送。2019年12月までKBC同様に本番組では主要2レースの実況を放送[3]。レース中継の前に提供クレジットと部分受けするレースの概要が説明された。2020年1月からは15:00-16:00まで全編のネットを開始し、本番組は一旦中断する。

### 過去のコーナー
- 訳してAMIGO! - 名曲の歌詞を制作秘話なども参考にしながら和訳するコーナー。訳詞は必ずしも標準語であるとは限らず、博多弁(TOM Gの出身地の方言）や沖縄方言(三好の出身地の方言)が用いられる場合もある。
- マルチメディア探検隊（ヨドバシカメラ マルチメディア博多 提供） - リポーターの茅原あいりがヨドバシカメラ・マルチメディア博多を訪れ、最新の商品などを店員に紹介インタビューをするコーナー。

### 特別番組
- 2017年7月17日、「RKBラジオ　ホリデースペシャル　夏deアミーゴ!〜海と花火とアミーゴと〜」を6時30分から16時まで放送[4]。